# Амін Хасан Нассер
Амін Хасан Нассер (араб . أمين حسن الناصر) — президент та генеральний директор нафтової компанії Саудівської Аравії (Saudi Aramco), найбільшого у світі виробника нафти. Він виконував обов'язки президента та виконавчого директора до вересня 2015 року, коли обійняв цю посаду перманентно.

## Освіта
Нассер отримав ступінь бакалавра нафтового машинобудування в Університеті нафти і мінералів Кінга Фахда в Дахрані. Він закінчив Сауді Арамко семінар з розвитку менеджменту у Вашингтоні, округ Колумбія, у 1999 році; Програму глобального бізнесу Саудівської Арамко у 2000 році; і програму для старших керівників Колумбійського університету в 2002 році.

## Кар'єра
Нассер розпочав свою кар'єру в Saudi Aramco в 1982 році в якості інженера у відділі видобутку нафти і продовжив роботу з буріння та управління пластами. У 1997 році він став керівником виробничого відділу Рас-Танура. Згодом він став керівником Департаменту виробничого машинобудування Північного району, а також морського та суходольного підрозділів Сафанії. Він був призначений головним нафтовим інженером в 2004 році і став старшим віце — президентом за операціями Saudi Aramco з розвідки і видобутку в 2008 році
Пан Нассер, четвертий громадянин Саудівської Аравії, який очолив «Арамко», став виконуючим обов'язки президента та генерального директора у травні 2015 року, і став постійно діючим у вересні 2015 року.
Будучи генеральним директором, він керував реакцією компанії на атаки безпілотників та ракет на її об'єкти у вересні 2019 року.
До первинного публічного розміщення акцій (IPO) Aramco він керував виходом компанії на світовий ринок боргу та капіталу з першим випуском облігацій.
Він керував IPO Aramco у 2019 році, коли вона стала найціннішою у світі компанією, що котирується на ринку, і керував придбанням у 2020 році саудівського гіганта нафтохімічної галузі SABIC .
У липні 2020 року він отримав нагороду ICIS Kavaler, яка визнає видатні досягнення в галузі нафтохімії.

## Інше
Нассер є членом Товариства нафтових інженерів (SPE). Він працював у промисловій консультативній раді SPE з 2008 року. Він є членом Міжнародної консультативної ради (IAB) KFUPM та Опікунської ради Університету науки і технологій короля Абдулли (KAUST).
Він також є членом Міжнародної ділової ради Світового економічного форуму, Міжнародної консультативної ради JPMorgan та Консультативної ради президента MIT.